# タイの違法産業
タイの違法産業（タイのいほうさんぎょう）は、特に麻薬産業、賭博産業、売春産業での分野が活発で、細かいところではアダルトビデオや脱税タバコの販売などが上げられる。これらの産業は警察、政治家などによって不法に保護されている場合があり、その撲滅には困難がつきまとっている。

## 麻薬産業

### 生産地として
麻薬、特に阿片はアユタヤ王朝から輸入・生産がなされていた。歴代王はこれを堅く禁じた。当時、阿片を処理するための仏教儀式が行われていたと言うことである。
後にチャクリー王朝時代に入ると華人が大量に移住、重労働に耐えるため阿片の吸飲をするという習慣が広く行われた。後にアヘン窟の運営は国家の独占産業となり莫大な収入となっていたためなかなか絶つことが出来なかった。
特に阿片がタイで完全に非合法化されるのはサリット・タナラット首相の時代である。しかし、実際のところ、取締り実行には困難が付きまとった。隣国ミャンマーでは、内政が安定せず、クンサーやシャン族などが自分の解放区を作り麻薬の原料であるケシの栽培を行った。特にタイ・ラオス・ミャンマーの国境付近は黄金の三角地帯とよばれ、ケシの栽培・交易が盛んに行われた。収入の少ない山間部の少数民族にとっては、低温でやせた土地にも育つケシは大きな収入源になっていた。さらに喫煙を重労働の後に楽しむ習慣があったこと、地元の警察に不法に保護されていたことなどから、中央から派遣された警察が取り締まっても違法栽培は後を断たなかった。またとくにチエンマイ県はその集散地とも言われた。むろんタイ国内での消費のみならず先進諸国にも輸出が行われ消費された。
1980年代から、タイ国軍によるケシ畑の掃討と国際NGO、政府援助、王室プロジェクトによる代替作物の導入が進むと、ケシ栽培面積を急激に減り、現在国内でケシ畑はほとんど見られなくなった。国境近辺でも政情が比較的安定し、クン・サの軍が解散、シャン族も覚醒剤やエクスタシーなどの生産に切り替えた。この傾向は減少に寄与した。

### 中継地・消費地への転換
近年のタイの薬物産業構造はすでに生産から、密輸中継・販売を中心とした産業に転換している。
国連薬物犯罪事務所(UNODC)の2009年の年次報告による各薬物の傾向を示すと以下のようになる。
アヘン、ヘロインに関しては、タイはアフガニスタン、ミャンマー、ラオスから製品の重要な密輸経由地となっている。
南米に原産国を持つコカインは、タイへの輸入量は少ないが、わずかながら増加の傾向がある。
メタフェタミン系覚せい剤（ヤーバー、ヤー・アイスなど）のタイでの拡大は著しい。とくに若者の間でファッションとなり、1990年代後半以降社会問題化した。タイの密輸覚せい剤の多くがこのメタフィミン系であるが、摘発量は統計上、2000年に10.08トンを記録した後、漸減しており2007年には1.29トンである。ミャンマー・シャン州などには、タイなどへの輸出を行う運び屋が入っていることが報告されている。
さらに2003年、首相・タクシン・シナワットは麻薬一掃作戦（麻薬に対する戦争）を行い、麻薬、新型薬物の蔓延に対抗した。しかし、苛烈な取り締まりで多くの死傷を出すことになる。冤罪問題を含めて、大きな人権問題となった。また、逮捕されたうち中核的人物と見られている人物などは即座に釈放となり大した成果を上げることが出来なかったという見方もある。この麻薬撲滅の政府方針は、タクシン後の政権でも一貫して引き継がれている。
また、現在ではマリファナの吸飲も行われている。これらはタイ各地で見つからぬよう小規模に、かつ広く生産されており、当局の意識が麻薬一掃作戦で覚醒剤に向けられたためその認識は非常に低い。安価で手に入りやすいことから年齢、職業に関係なく広く吸飲されている。
タイにおける薬物等の所持、使用の刑罰は非常に重く、終身刑、死刑を含む重刑が科される。2007年には17人の日本人が逮捕され、重刑を受けている。取り締まりはおとり捜査も行われる。日本国外務省では「安易な気持ちで手を出したりしないように」と注意を呼びかけている。

## 売春産業
タイの性風俗店は日本や外国諸国に比べて非常に安価で充実しており、それを目当てにタイに訪れる旅行者も多い。以前は夜遅くまで営業していたが、チナワットの政策によって深夜営業が禁止され、午前1時前後で閉店するようになった。主な風俗はマッサージパーラー、ゴーゴーバー、カラオケなどがある。
- マッサージパーラー

日本のソープランドとほぼ同等のサービスを受ける。最大の特徴は日本のソープランドがアルバムによる写真指名なのに対して、マッサージパーラーは雛壇に座っている10～50人程度の女性をガラス越しに直接見て選ぶことができる点である。雛壇を眺めながら飲食ができる店が主流である。料金は女性を選んだ時点で全て支払うが、部屋に入る時に二人分のドリンク代を別で払うことが多い。
- ゴーゴーバー

パッポン通りやナナ・プラザといった歓楽街に数多く存在する。店内は暗くなっており大音量のダンスミュージックがかかる中、店内中央に設けられたステージで水着を着た女性が踊っている。通常、1杯のドリンク代だけで何時間でもダンスを眺めていることができる。気になる女性がいれば女性の分のドリンク代を支払って、自分の席につかせて会話を楽しめる。意気投合すれば店にお金を支払い（ペイバー）、その女性と店外デートをする。
- カラオケ

タニヤと呼ばれる日本人街に多く存在する。一時間当たりいくらという料金制。好みの女性を選んで自分の席につかせ、会話を楽しんだり歌を歌ったりもできる。女性と意気投合すればゴーゴーバーのように店外デートもできる。
これらの売春行為は人権的な問題以外に、エイズなどの性病を蔓延させる原因にもなっている。その被害は国内に留まらず、観光客などを通じて外国に広まる事もある。

### 買春に関わる法整備
『1996年売春防止・禁止法』によると、経済的、もしくはその他の利益を得る目的で売春を行うことは禁止。同性同士であると、異性であるとを問わない。ただし、刑事処罰は見当たらない。
児童買春は禁止されており、18歳未満の買春をしたものは1年以上3年以下の懲役刑および6万バーツ以下の罰金刑、15歳以下ではさらに刑が重くなり、2年以上、6年以下の懲役刑および12万バーツ以下の罰金刑となる。
周旋・誘引者は、18歳以上の周旋は1年から10年の懲役刑、18歳未満の場合さらに厳しい罰則になっている。客引き、客待ち、印刷物配布行為も罰金刑に処される。一方、売春を一定の条件化で合法化する動きもある。